# Lee Jin-hyun
Lee Jin-hyun (kor. 이진현, ur. 26 sierpnia 1997 w Pohangu) – południowokoreański piłkarz występujący na pozycji pomocnika w Ulsan HD .

## Kariera klubowa
Grę w piłkę nożną rozpoczął w wieku 7 lat w akademii Pohang Steelers, gdzie przeszedł przez wszystkie szczeble juniorskie. W latach 2016–2017 – podczas studiów – występował on w zespole Sungkyunkwan University prowadzonym przez Seola Ki-hyeona. 26 marca 2016 rozegrał pierwszy mecz na poziomie seniorskim przeciwko FC Uijeongbu w Pucharze Korei Południowej, zakończony wynikiem 4:3. W edycji 2016 dotarł ze swoją drużyną do 1/16 finału rozgrywek, gdzie jego klub uległ 0:2 Seongnam FC.
W sierpniu 2017 roku na mocy porozumienia zawodnika, Pohang Steelers oraz Austrii Wiedeń, Lee Jin-hyun został na okres jednej rundy piłkarzem tego zespołu, po czym kolejne pół roku spędził tam na zasadzie wypożyczenia. 27 sierpnia 2017 zadebiutował on w Bundeslidze w wygranym 3:1 meczu z FC Admira Wacker Mödling, w którym zdobył gola. W sezonie 2017/18 zanotował łącznie 13 ligowych występów i strzelił 1 bramkę. Rozegrał także 3 mecze w fazie grupowej Ligi Europy 2017/18.
Po powrocie do Pohang Steelers 7 lipca 2018 zadebiutował w K League 1 w meczu z Gyeongnam FC (0:2) i rozpoczął od tego momentu regularne występy. Łącznie rozegrał w barwach tego klubu 37 ligowych spotkań i strzelił 6 bramek. W lutym 2020 roku został graczem Daegu FC, dla którego rozegrał 21 meczów i zdobył 1 gola. Na początku 2021 roku przeszedł do Daejeon Hana Citizen, grającego w K League 2. W sezonie 2022 zajął ze swoim zespołem 2. miejsce w tabeli, oznaczające grę w barażu o awans do K League 1. W dwumeczu z Gimcheon Sangmu FC (2:1, 4:0) Lee Jin-hyu strzelił dwie bramki. W styczniu 2023 roku odbył testy w Legii Warszawa, przebywającej na zgrupowaniu w Turcji. Wkrótce po tym przedłużył o rok kontrakt z Daejeon Hana Citizen.
W lutym 2024 roku podpisał półtoraroczną umowę z Puszczą Niepołomice. 25 lutego zadebiutował w Ekstraklasie w meczu z Zagłębiem Lubin (2:2), w którym wszedł na boisko w 46. minucie za Michała Walskiego.

## Kariera reprezentacyjna
W 2015 roku Lee Jin-hyun rozegrał 3 spotkania w reprezentacji Korei Południowej U-18 prowadzonej przez An Ik-soo. Dwa lata później zanotował 8 występów w kadrze U-20, w tym 4 na Mistrzostwach Świata 2017, na których Korea Południowa dotarła do 1/8 finału, odpadając z Portugalią (1:3). W latach 2017–2018 grał w reprezentacji U-23, w której rozegrał 8 spotkań. Wziął udział w Igrzyskach Azjatyckich 2018, na których jego zespół wywalczył złoty medal, pokonując w finale 2:1 Japonię. Zwycięstwo w tym turnieju zapewniło mu zwolnienie z odbycia 21-miesięcznej służby wojskowej.
W październiku 2018 roku otrzymał od Paulo Bento pierwsze powołanie do seniorskiej reprezentacji Korei Południowej na towarzyskie mecze z Urugwajem i Panamą. Zadebiutował 17 listopada 2018 w towarzyskim spotkaniu przeciwko Australii w Brisbane (1:1), w którym wszedł na boisko w 81. minucie za Lee Chung-yonga. Miesiąc później znalazł się na liście rezerwowej składu na Puchar Azji 2019.

## Sukcesy
Korea Południowa U-23
- złoty medal igrzysk azjatyckich: 2018